# Avesnes-lès-Bapaume
Avesnes-lès-Bapaume település Franciaországban, Pas-de-Calais megyében. Lakosainak száma 170 fő (2022. január 1.). Avesnes-lès-Bapaume Biefvillers-lès-Bapaume, Ligny-Thilloy, Bapaume és Grévillers községekkel határos.

## Népesség
A település népességének változása:
| Lakosok száma | 152  | 157  | 161  | 162  | 165  | 166  | 167  | 165  | 170  |
|               | 2013 | 2015 | 2016 | 2017 | 2018 | 2019 | 2020 | 2021 | 2022 |